# Kalmar kyrka
För huvudkyrkan i staden Kalmar, se Kalmar domkyrka.
Kalmar kyrka är en kyrkobyggnad i Kalmar socken i Uppland. Kyrkan är församlingskyrka i Kalmar-Yttergrans församling i Håbo kommun och ligger väster om Kalmarviken vid Mälaren.

## Kyrkobyggnaden
Kyrkan har en stomme av gråsten och består av ett rektangulärt långhus med rakt kor i öster och torn i väster. Norr om koret finns en vidbyggd sakristia. Långhus och sakristia täcks av sadeltak medan tornet täcks av en låg, pyramidformad huv.

### Tillkomst och ombyggnader
Vid slutet av 1100-talet uppfördes en gråstenskyrka i romansk stil och utgör västra delen av nuvarande kyrkobyggnad. Omkring år 1300 förlängdes kyrkan åt öster och blev en salkyrka i gotisk stil. Även sakristian tillkom då. Under 1400-talets senare hälft uppfördes kyrktornet och kyrkorummet försågs med kryssvalv av tegel. Samtidigt uppfördes ett vapenhus i söder som försågs med tegelvalv. Korportalen murades igen. År 1485 målades väggar och valv av Albertus Pictor. Dessa kalkades över 1776 men togs fram och konserverades 1958. 1695 förstorades fönstren. 1813 eldhärjades kyrkan och fick repareras. 1830 byggdes nuvarande kyrktorn vid västra sidan som ersättning för det nedbrunna tornet från 1400-talet. Samtidigt revs det medeltida vapenhuset i söder och tornets bottenvåning inreddes till vapenhus. 1967 genomfördes en restaurering under ledning av arkitekt Jörgen Fåk. Korfönstret återställdes då till sitt medeltida skick. Interiören målades om och exteriören rappades om.
Man hittade en runsten vid kyrkan år 1990, med texten "... och Stenbjörn ... sin broder Syhsa". Stenen har fått beteckningen U 631 och förvaras på kyrkans vind. Parsten U 632 med texten "Nigulas lät uppresa stenarna efter Syhsa, sin fadern" förvaras i SHM (inv.nr 24372).

## Inventarier
- Dopfunten har en cuppa av röd sandsten från slutet av 1100-talet. Cuppan vilar på en sentida fot.
- På korets sydvägg är fem medeltida skulpturer uppställda. Tre av skulpturerna är från ett altarskåp från 1400-talets mitt.
- I koret finns ett medeltida sakramentsskåp.
- Nuvarande orgel är tillverkad av Åkerman & Lund Orgelbyggeri och kom på plats 1973 då den gamla orgelfasaden från 1811 behölls.

| Man I. Huvudverk | Man II. Svällverk  | Pedal        | Koppel  |
| ---------------- | ------------------ | ------------ | ------- |
| Principal 8      | Borduna 8          | Subbas 16    | II/I    |
| Spetsflöjt 8     | Gamba 8            | Borduna 8    | II/P    |
| Octava 4         | Voix céleste 8     | Öppenflöjt 4 | I/P     |
| Coppula 4        | Principal 4        | Vakant       | II 4'/P |
| Octava 2         | Flûte octaviante 4 |              |         |
| Mixtur IV        | Octavin 2          |              |         |
| Cornett II-IV    | Plein jeu III      |              |         |
|                  | Sesquialtera II    |              |         |
|                  | Hautbois 8         |              |         |
|                  |                    |              |         |

## Bilder

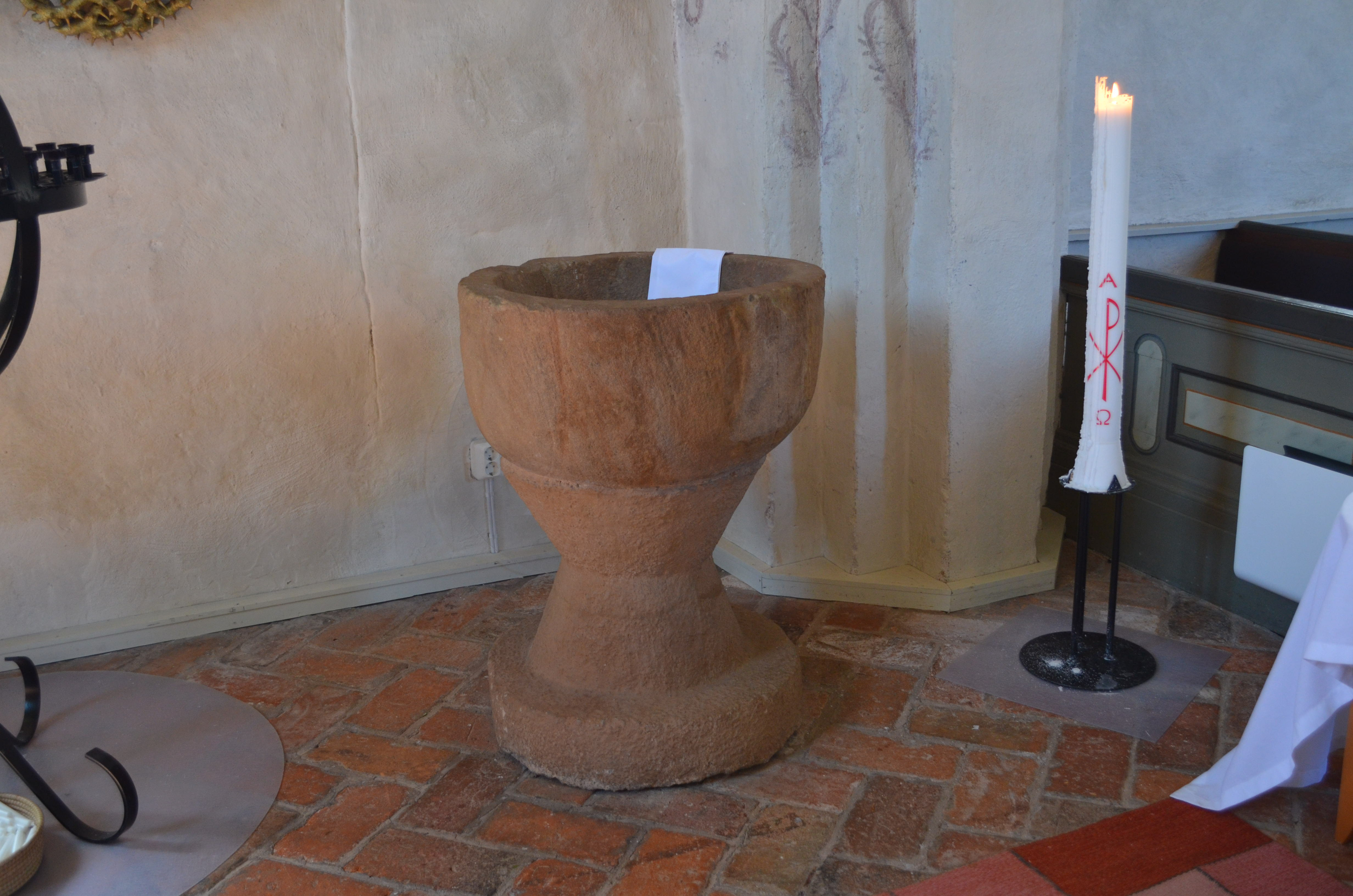
Kalmar kyrkas dopfunt
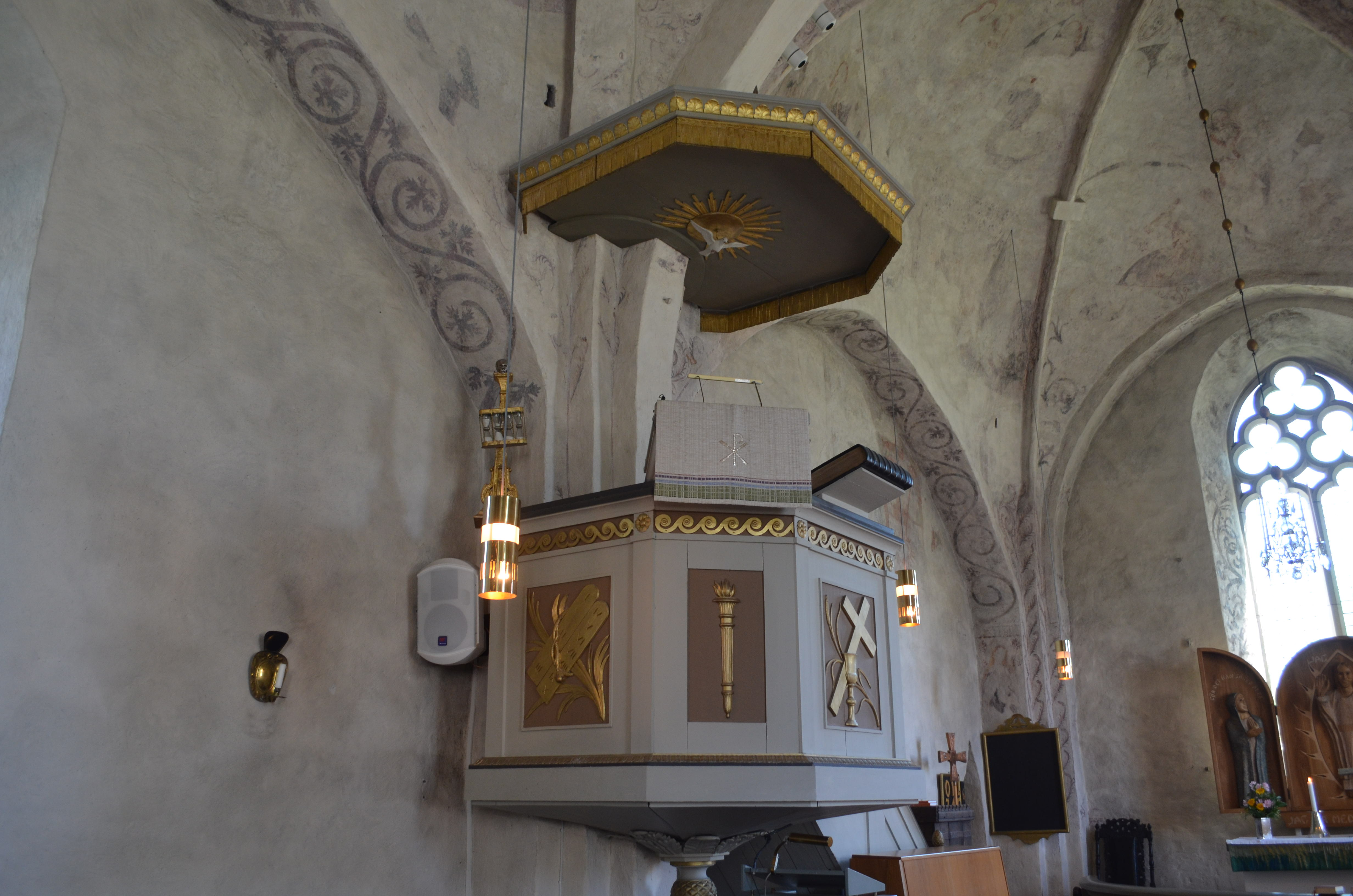
Kalmar kyrkas predikstol
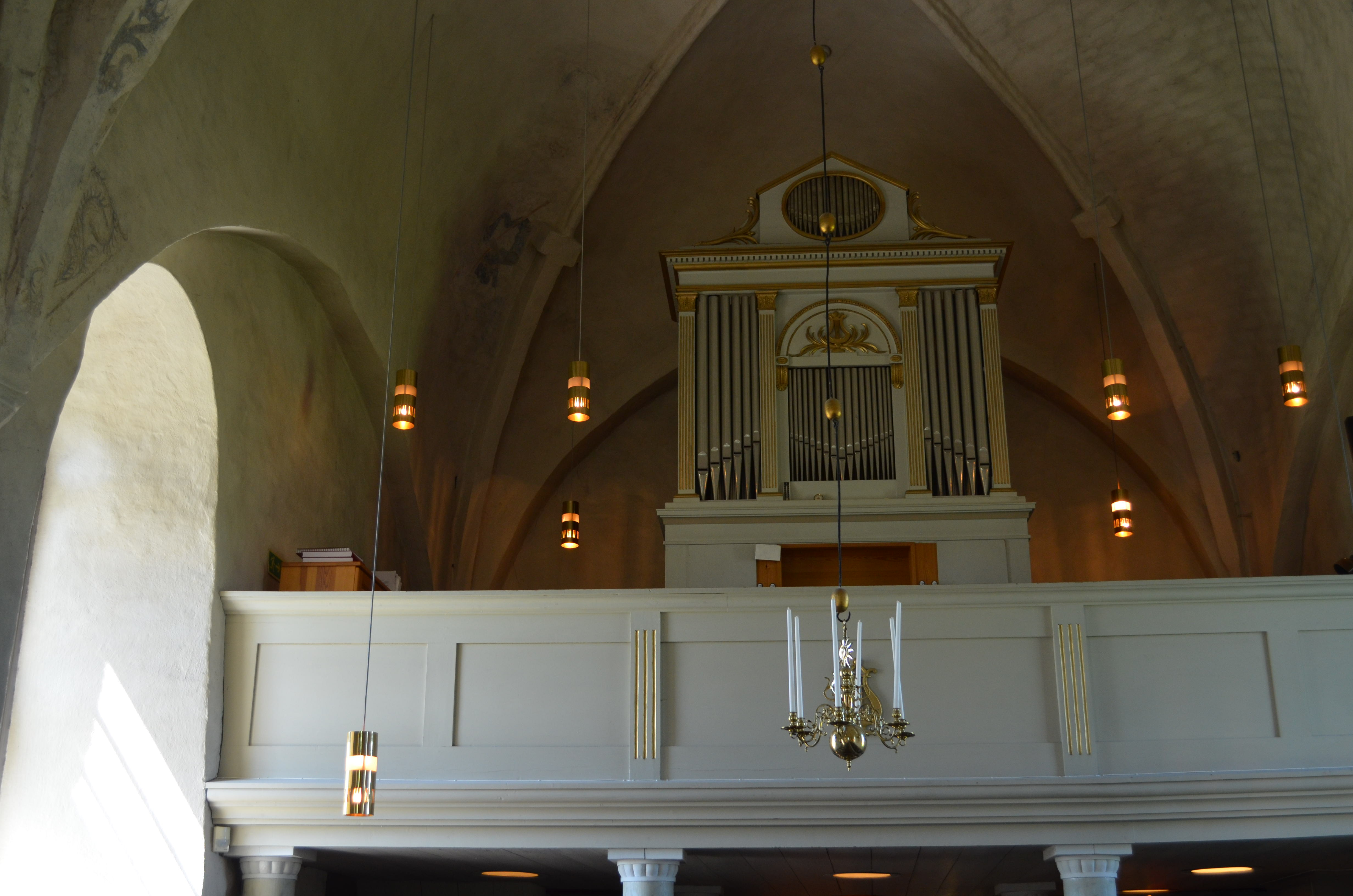
Kalmar kyrkas kyrkorgel
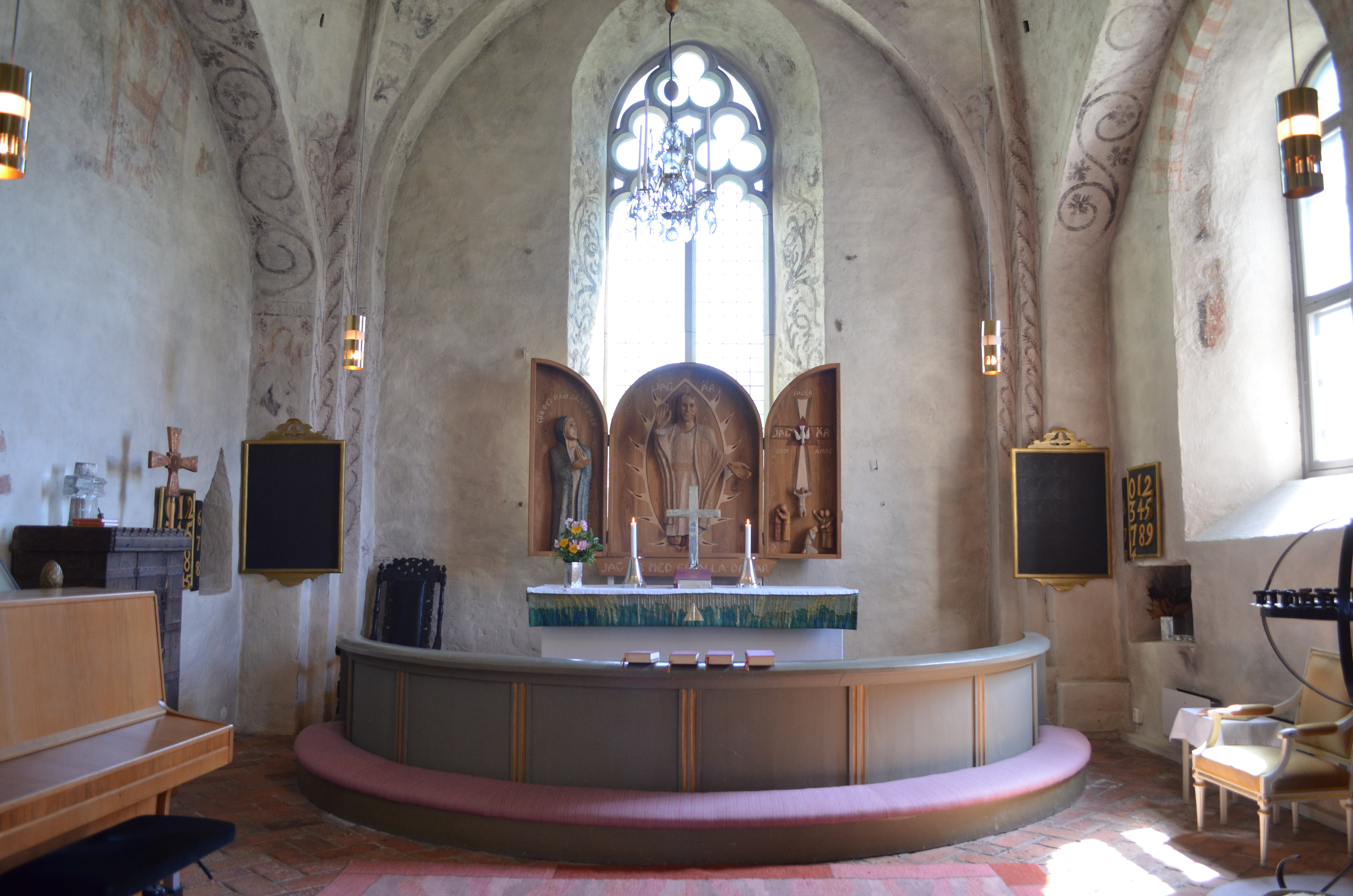
Kalmar kyrkas altare

### Webbkällor
- byggnadspresentation